# Región de Lisboa
La región de Lisboa, también conocida como Extremadura portuguesa o Estremadura, es una región del centro-oeste de Portugal, donde se ubica Lisboa. 
Forma una península al oeste del estuario del Tajo. Limita al norte con la Beira Litoral, al este con el Ribatejo y al sudeste con el Alentejo.

## Topónimo
Sobre los orígenes del nombre de Estremadura hay varias hipótesis:
- El nombre de Estremadura deriva del latín Extrema Dorii[1] ('Extremos del Duero', o más bien 'en el otro extremo' del Duero, haciendo referencia a su posición al sur de este río), con el que se designaban los territorios situados al sur de la cuenca del río Duero (y sus afluentes).
- Sin embargo, hoy goza de mucha mayor aceptación la tesis de que el vocablo Estremadura se usaba, en general, durante la Reconquista para denominar a las tierras situadas en los «extremos»,[2] la frontera, de los reinos cristianos del norte (en particular, de los reinos de León y Castilla) con Al-Ándalus. Así, «Extremadura» es el nombre que reciben las tierras de frontera de Castilla en torno a la actual provincia de Soria (cabe señalar que el escudo de su capital dice Soria pura cabeza de Estremadura); se trataría, pues, de la «Extremadura castellana». Con respecto a Estremadura, este es el nombre que reciben también los territorios extremos, más alejados y en primera línea de defensa frente al enemigo islámico durante la Reconquista, concretamente los territorios al sur del reino de León antes de su unión con Castilla en la Concordia de Benavente en diciembre de 1230. Dichos territorios corresponderían con buena parte de la actual provincia de Cáceres y se habrían extendido hacia el sur tras la conquista de la taifa de Badajoz en 1230 por Alfonso IX de León, apenas unos meses antes de la unión del reino con Castilla.

## Geografía

### Municipios
La región de Lisboa incluye 31 municipios:
- Distrito de Leiría: Alcobaza, Bombarral, Caldas da Rainha, Marinha Grande, Nazaré, Óbidos, Peniche y Porto de Mós.

- Distrito de Lisboa: Alenquer, Amadora, Arruda dos Vinhos, Cadaval, Cascaes, Lisboa, Loures, Lourinhã, Mafra, Odivelas, Oeiras, Sintra, Sobral de Monte Agraço y Torres Vedras.

- Distrito de Setúbal: Alcochete, Almada, Barreiro, Moita, Montijo, Palmela, Seixal, Sesimbra y Setúbal.

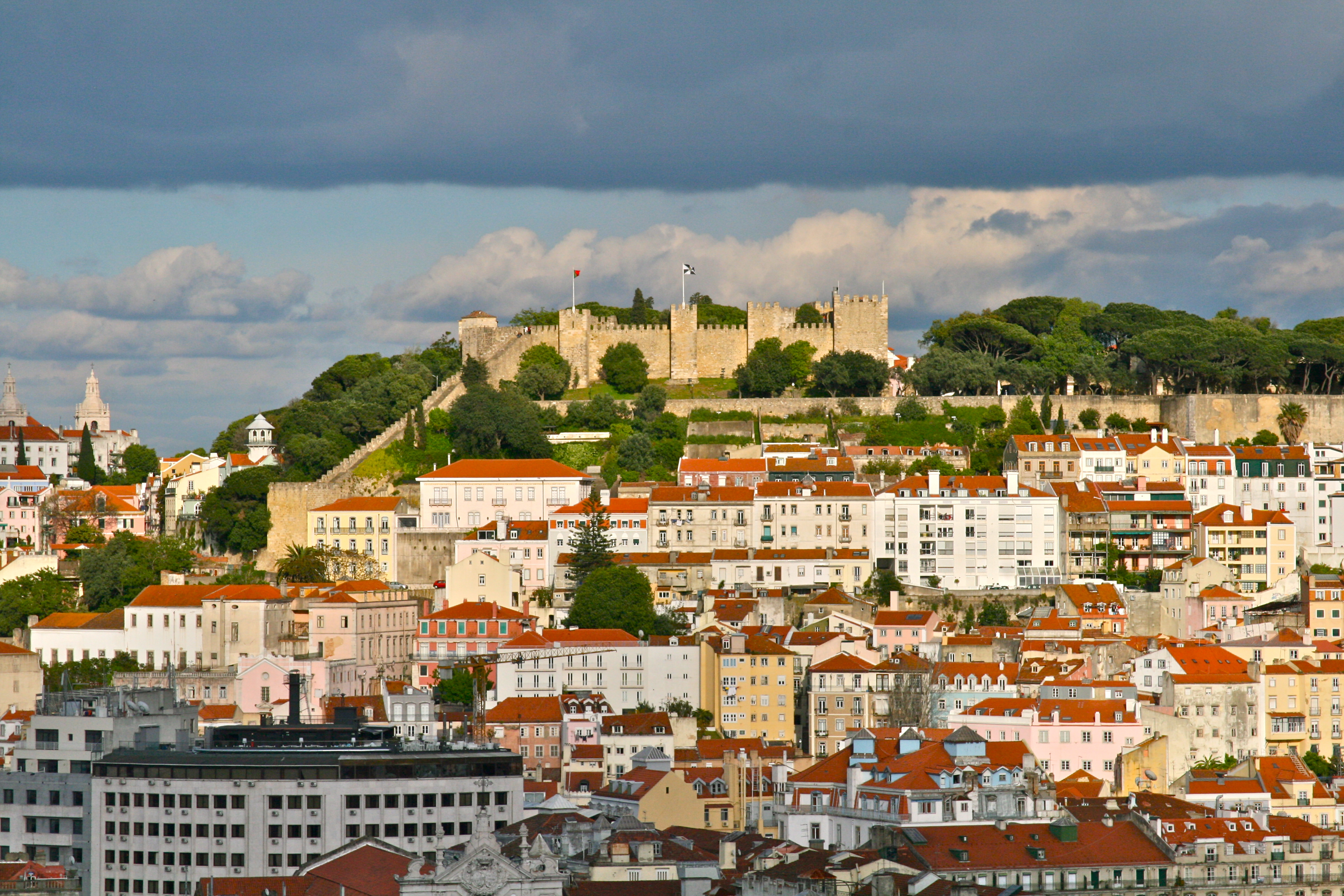
Lisboa
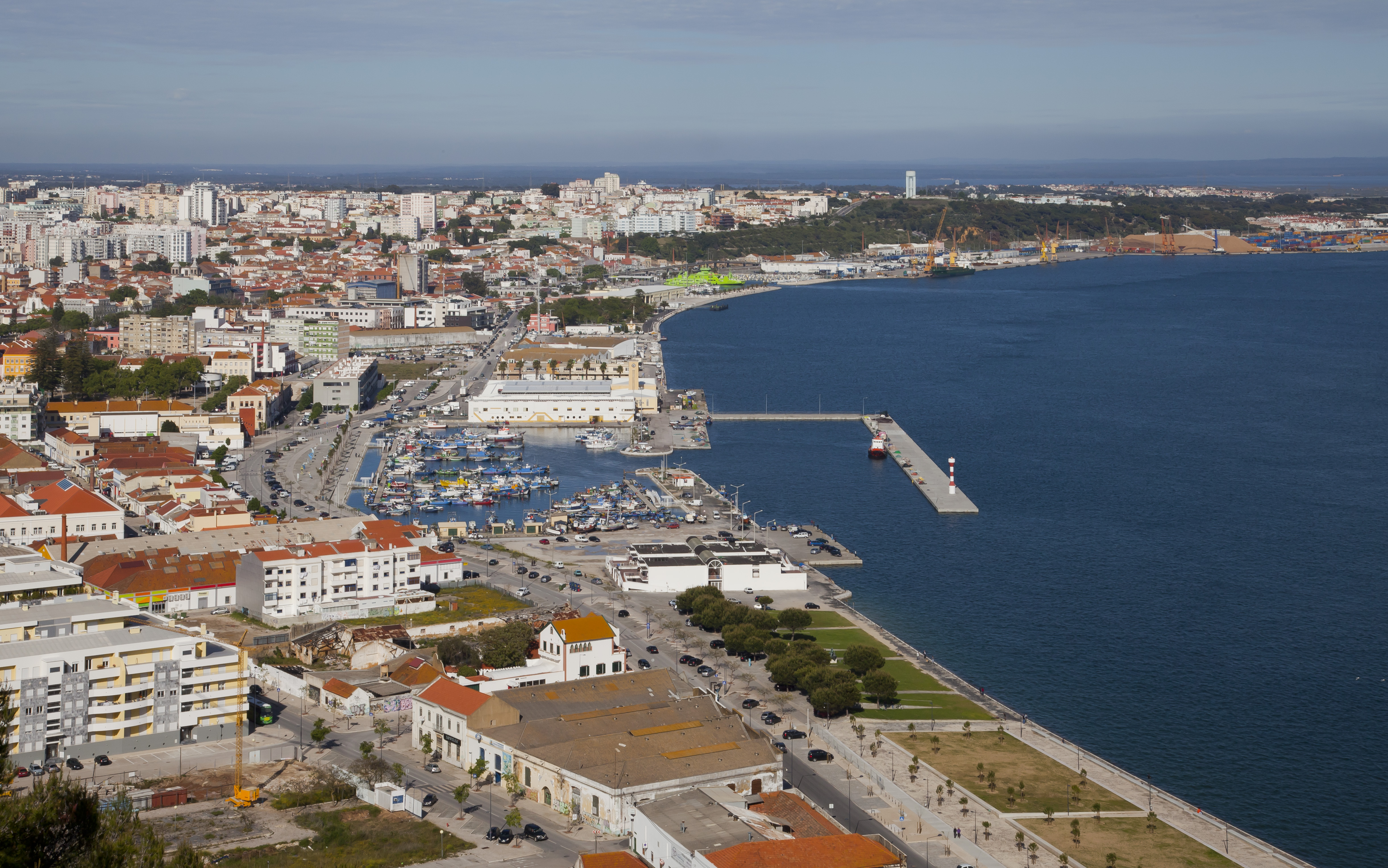
Setúbal
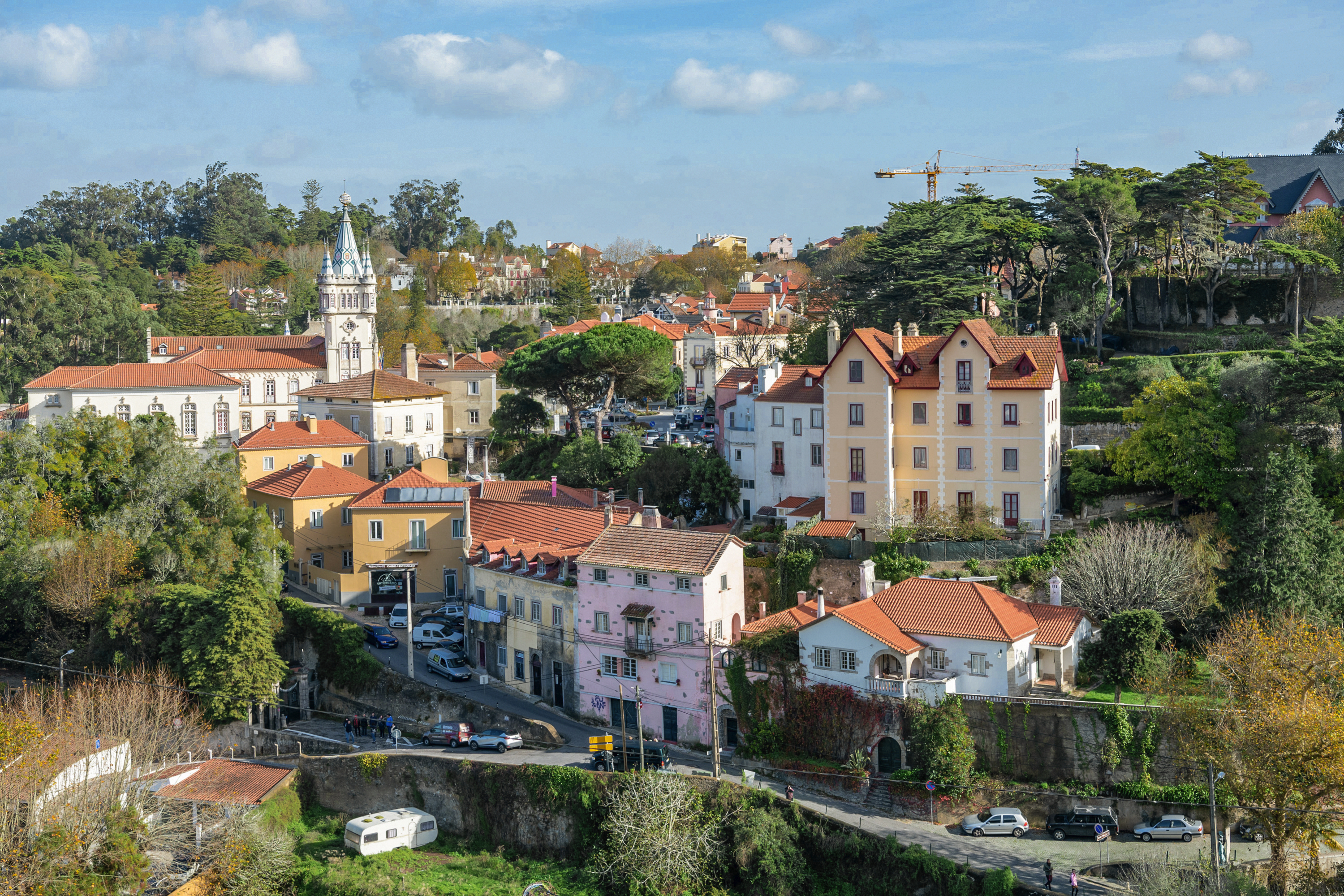
Sintra
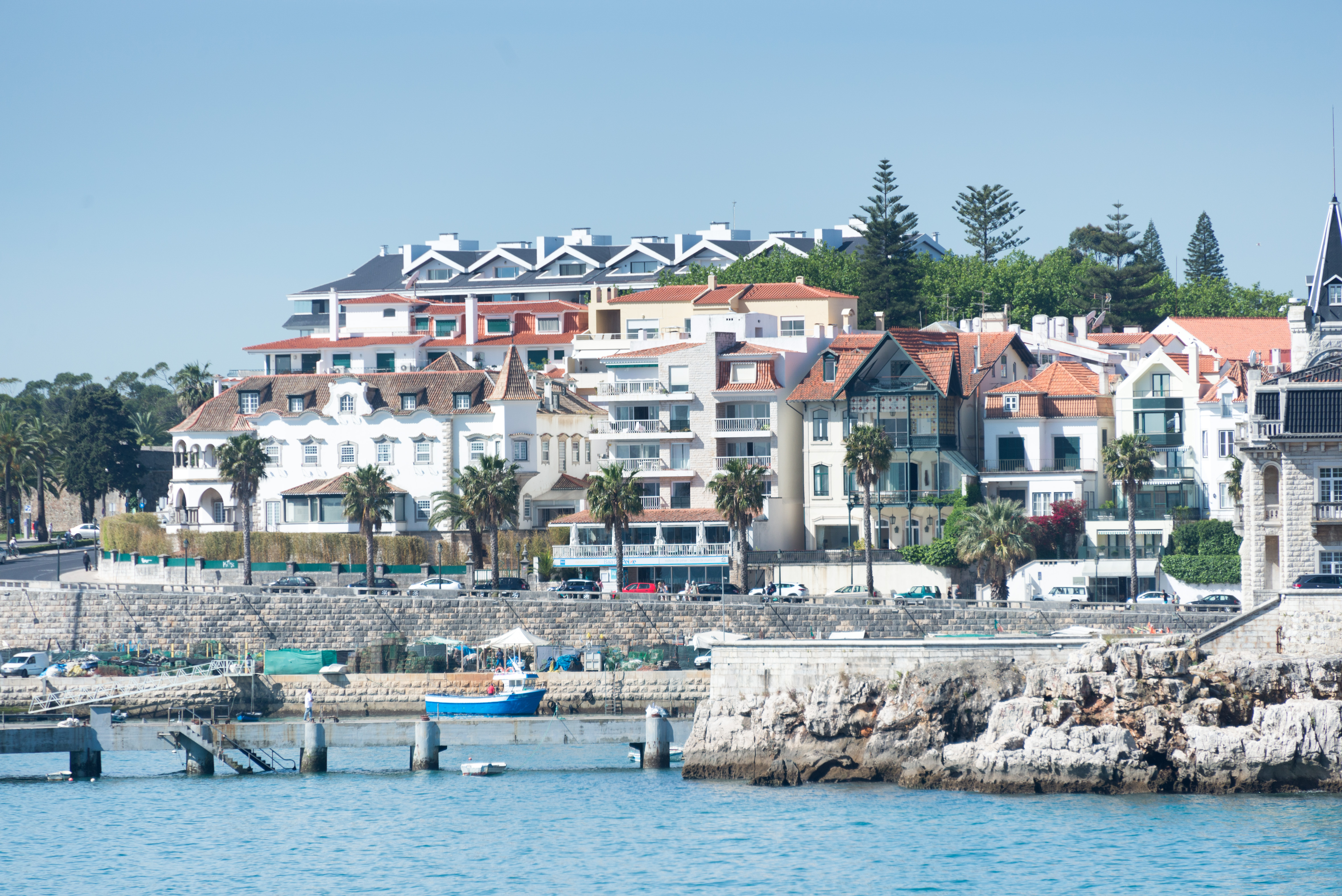
Cascaes
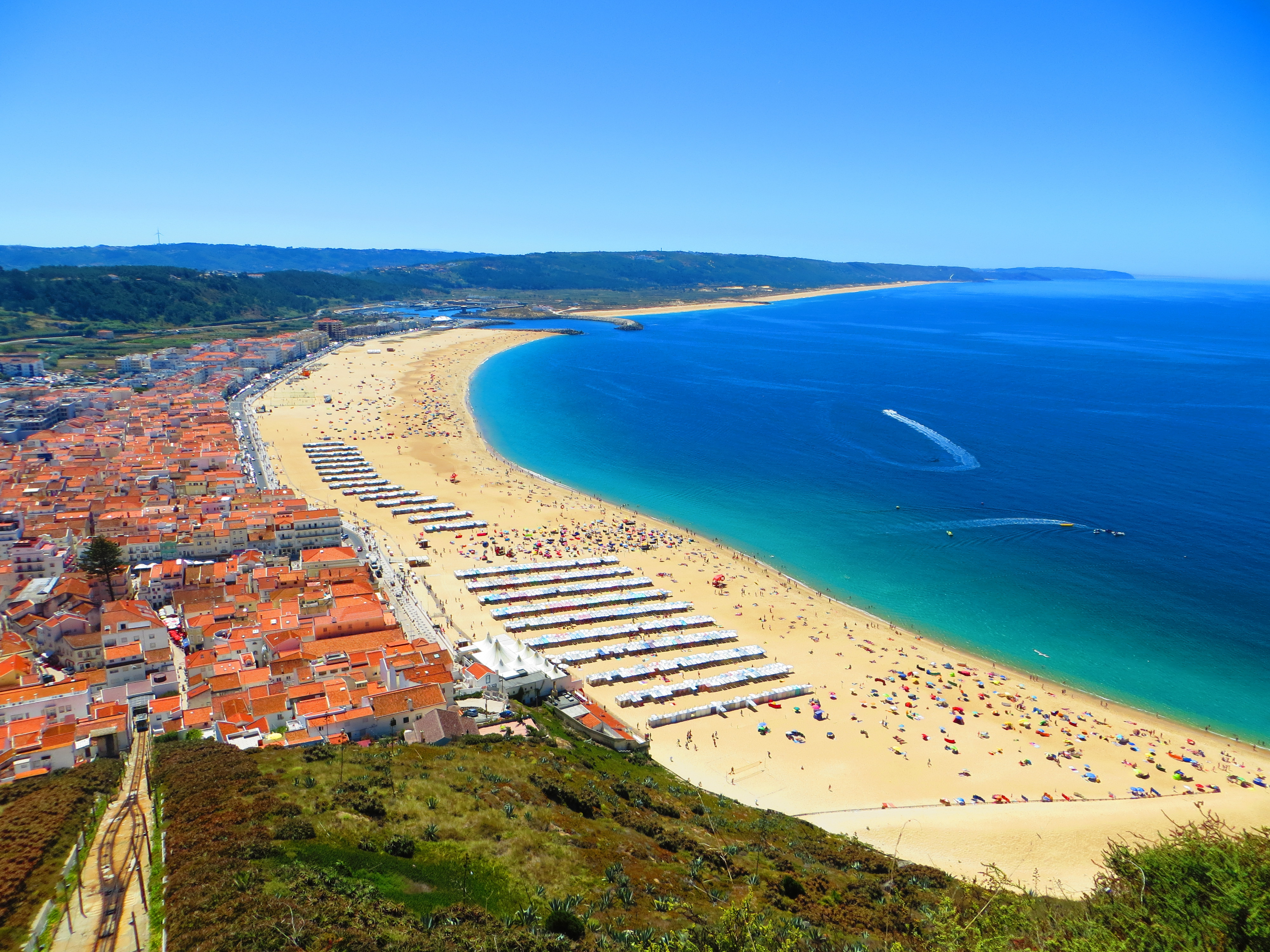
Nazaré
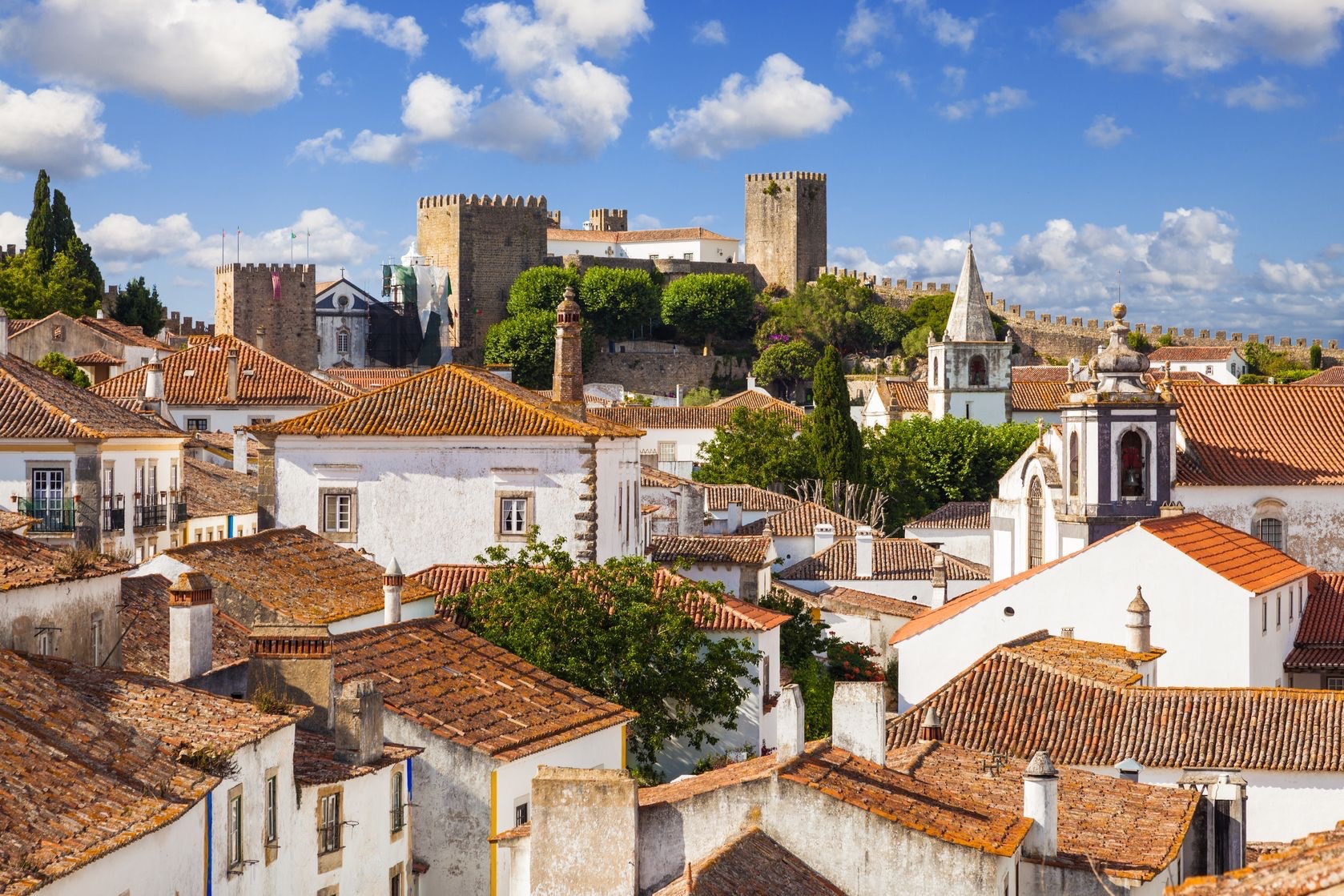
Óbidos
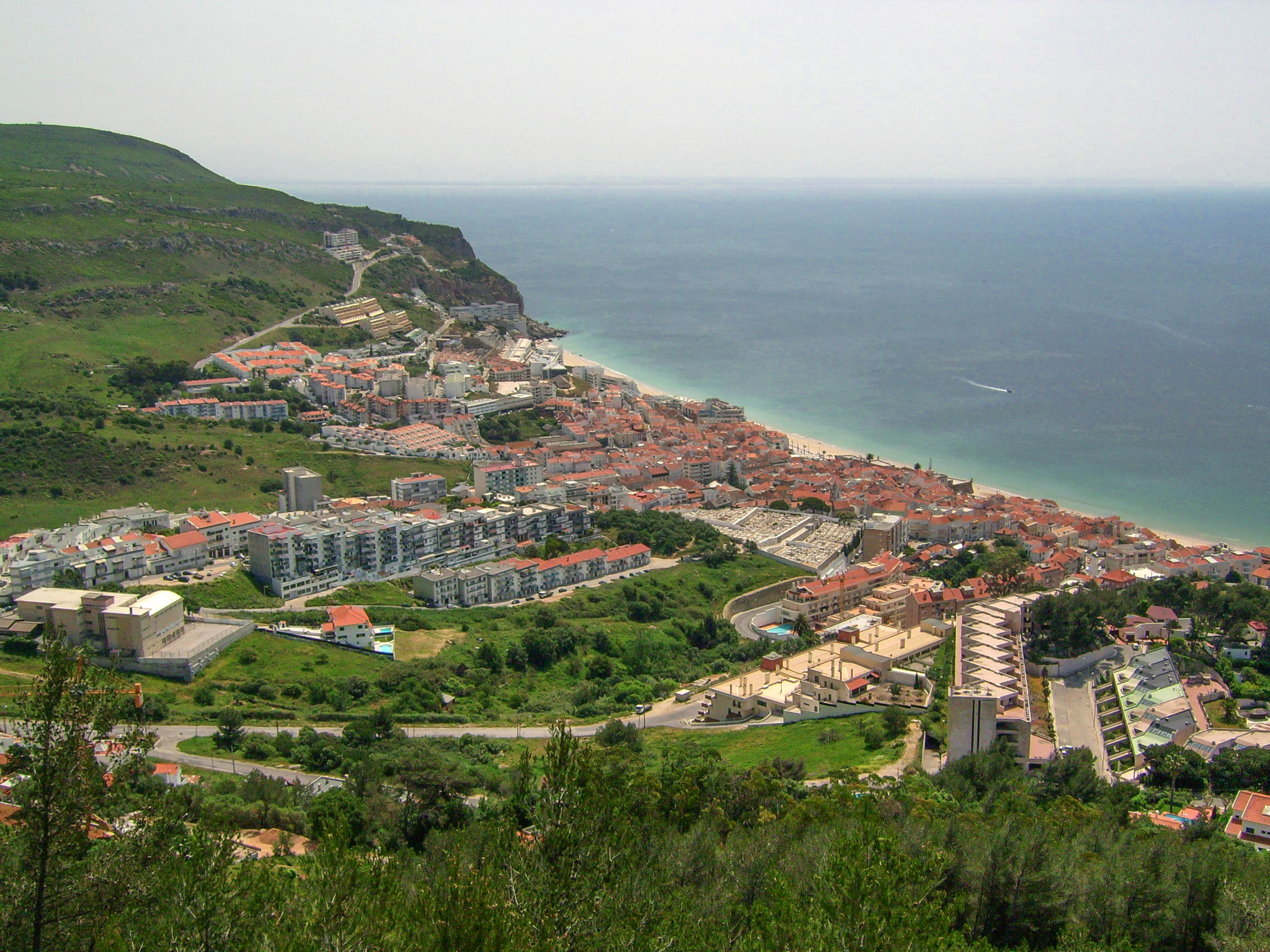
Sesimbra

## Historia
En el siglo XV, la Extremadura portuguesa correspondía aproximadamente a los distritos de Lisboa, Setúbal, Santarém y Leiría.
A lo largo de la historia, sus límites se han visto alterados con frecuencia. En el siglo XIX, cuando dejó de tener importancia administrativa, sus límites correspondían aproximadamente a los actuales distritos de Lisboa y Setúbal, y a la parte meridional del distrito de Leiría.

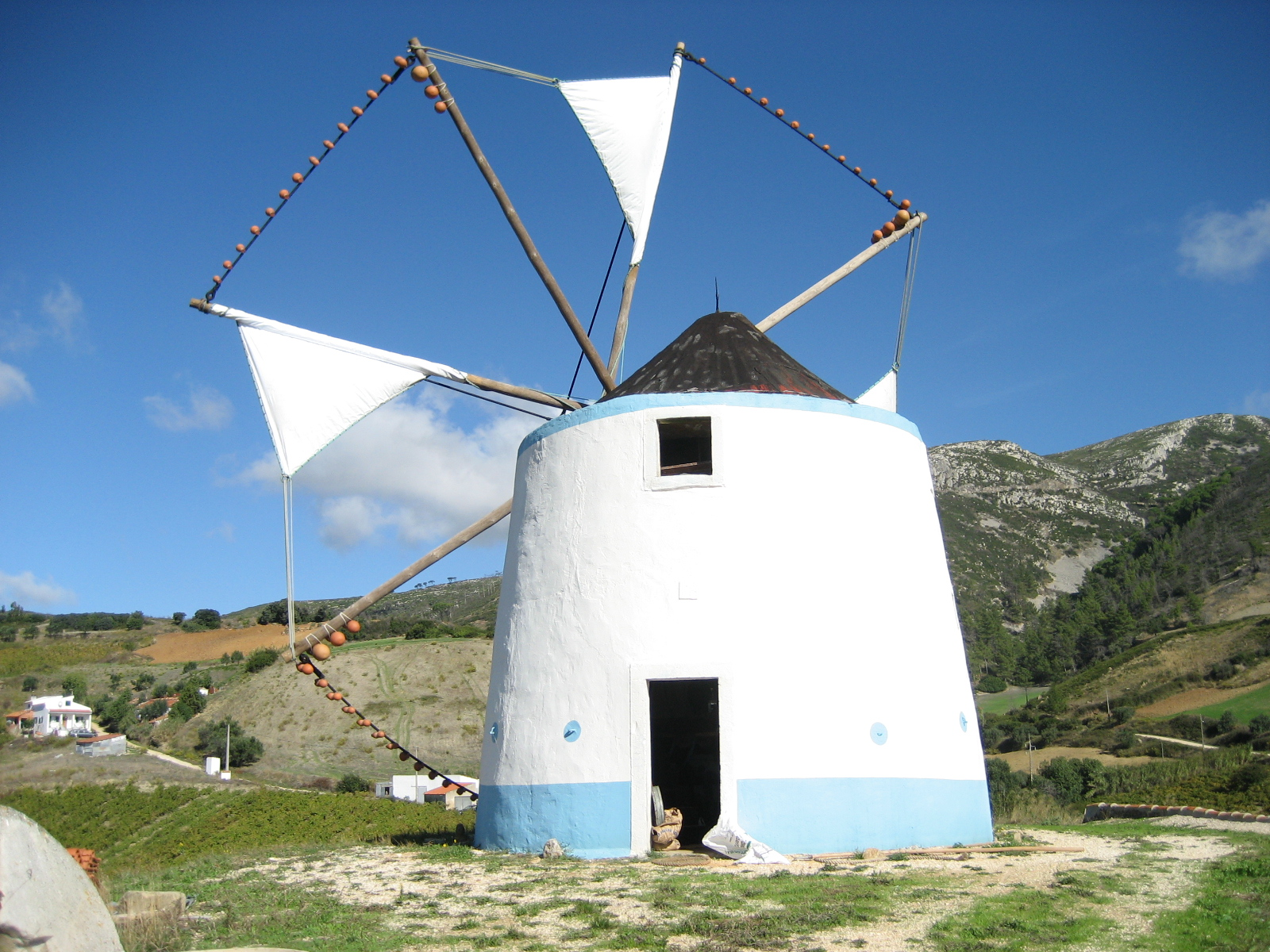
Molino de Cabanas de Torres.

En la reforma administrativa que tuvo lugar en 1936 se volvió a crear una provincia de Estremadura. Sin embargo, esta nueva provincia solo abarcaba una parte del territorio de la antigua comarca homónimo. Parte del territorio de la antigua Estremadura se incorporó a las nuevas provincias de Ribatejo y Beira Litoral. Por otro lado, la nueva Estremadura incluía parte del actual distrito de Setúbal que tradicionalmente había pertenecido a la antigua provincia de Alentejo.
Sin embargo, las provincias de 1936 no tuvieron prácticamente ninguna asignación práctica, y desaparecieron del vocabulario administrativo (aunque no del vocabulario cotidiano de los portugueses) con la entrada en vigor de la Constitución de 1976.